# Enrico Carattoni
Enrico Carattoni, né le 18 mai 1985 à Borgo Maggiore, est un homme d'État saint-marinais, membre de la Gauche unie. A 32 ans, il est capitaine-régent de Saint-Marin avec Matteo Fiorini du 1er octobre 2017 au 1er avril 2018.